# Ramiro Ulunque
Ramiro Ulunque (* 19. November 2001 in Cochabamba) ist ein bolivianischer Leichtathlet, der sich auf den Mittelstreckenlauf spezialisiert hat.

## Sportliche Laufbahn
Erste internationale Erfahrungen sammelte Ramiro Ulunque im Jahr 2022, als er bei den U23-Südamerikameisterschaften in Cascavel in 1:56,51 min den neunten Platz im 800-Meter-Lauf belegte. 2024 gelangte er bei den Hallensüdamerikameisterschaften in Cochabamba mit 1:58,52 min auf den fünften Platz und im Jahr darauf verpasste er bei den Südamerikameisterschaften in Mar del Plata mit 1:52,36 min den Finaleinzug.
2021 wurde Ulunque bolivianischer Hallenmeister im 800-Meter-Lauf.

## Persönliche Bestzeiten
- 800 Meter: 1:50,52 min, 29. März 2025 in Raleigh
  - 800 Meter (Halle): 1:50,60 min, 25. Januar 2025 in Clemson